# Parsifal (opera)
Parsifal è l'ultimo dramma musicale di Richard Wagner, andato in scena il 26 luglio 1882 al Festival di Bayreuth diretto da Hermann Levi, ma rappresentato per la prima volta nei teatri europei solo a partire dalla notte tra il 31 dicembre 1913 e il 1º gennaio 1914 con la "prima" al Liceu di Barcellona.
Dopo una gestazione lunga alcuni decenni, l'opera fu composta tra il 1877 e il 1882 e segna il ritorno al tema del Graal, già affrontato molti anni prima in Lohengrin.

## Cast della prima assoluta
| Personaggio         | Tipologia vocale                      | Interpreti della prima 26 luglio 1882 (direttore Hermann Levi)                     |
| ------------------- | ------------------------------------- | ---------------------------------------------------------------------------------- |
| Amfortas            | baritono                              | Theodor Reichmann                                                                  |
| Titurel             | basso                                 | August Kindermann                                                                  |
| Gurnemanz           | basso                                 | Emil Scaria                                                                        |
| Klingsor            | basso-baritono                        | Karl Hill                                                                          |
| Parsifal            | tenore                                | Hermann Winkelmann                                                                 |
| Kundry              | soprano                               | Amalie Materna                                                                     |
| Due cavalieri       | un tenore e un basso                  | Anton Fuchs Eugen Stumpf                                                           |
| Quattro scudieri    | un soprano, un contralto e due tenori | Hermine Galfy Mathilde Keil Max Mikorey Adolf von Hübbenet                         |
| Sei fanciulle fiore | tre soprani e tre mezzosoprani        | Pauline Horson Johanna Meta Carrie Pringle Johanna André Hermine Galfy Luise Belce |
| Una voce dall'alto  | contralto                             | Sophie Dompierre                                                                   |

## Trama

### Antefatto

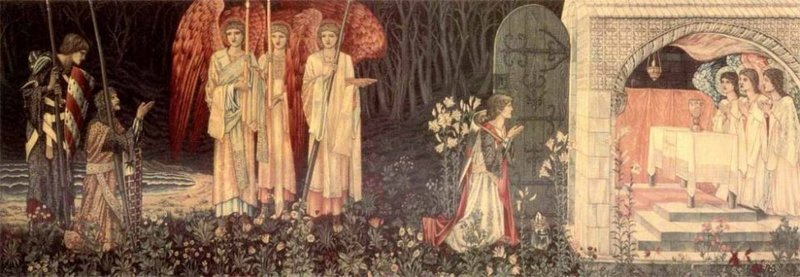
Il Santo Graal.

Sulla cima di una montagna, detta Monsalvato, il vecchio Titurel ha fondato un inaccessibile eremo di pace. I puri di cuore vi trascorrono una vita ritirata e casta, attingendo forza dalle sacre reliquie che Titurel custodisce nel monastero: il Graal - il calice con cui Cristo bevve nell'Ultima Cena - e la Lancia Sacra che ferì il Salvatore sulla Croce. Con questi tesori, i cavalieri difendono il bene nel mondo e accolgono coloro che si dimostrano capaci di comprendere la virtù. 

Anche Klingsor avrebbe voluto arruolarsi nella pia congregazione, ma non riuscendo a reprimere dentro di sé il richiamo del desiderio ha conservata la castità mutilandosi con un gesto terribile; ciò ha determinato la sua condanna. 

Trovandosi preclusa la strada della salvezza, Klingsor è stato sedotto dal lato oscuro della fede, convertendo in magia nera la virtù dello spirito cristiano. Egli ha quindi trasformato le pendici del monte in un giardino pieno di delizie, dove donne di grande bellezza attirano i cavalieri del Graal soggiogandoli al loro potere. 

Anche il figlio di Titurel, Amfortas, è caduto miseramente nella trappola, abbandonandosi tra le braccia della più insidiosa tra le donne del giardino, "Kundry", la cui doppia identità è misteriosamente sospesa tra il bene e il male.
Klingsor ha ferito Amfortas con la Lancia Sacra, ripromettendosi di conquistare un giorno tutto il Graal. Tornato al monastero Amfortas è torturato dalla piaga insanabile e i cavalieri sono condannati a languire con lui. Tutti attendono il redentore che dovrebbe arrivare per salvarli: il "puro folle", insipiente di Dio.

### Atto I
Scena 1° L'introduzione sinfonica espone con straordinaria ampiezza il motivo dell'Ultima Cena, articolato con il tema della Fede in un discorso interrotto da lunghi silenzi. L'atmosfera di altissima sacralità si rivela fin dalle prime battute del preludio, collegandosi direttamente alla scena del primo atto. In una radura boscosa nei pressi del monastero, i cavalieri si destano al sorgere del sole; tra di loro è l'anziano Gurnemanz, il più saggio custode della virtù e della storia del Santo Graal. Giunge al galoppo la selvaggia Kundry, che appare nelle sincere vesti di amica dei cavalieri. La donna ha con sé un'erba medicamentosa proveniente dall'Arabia, pensando che possa servire per lenire la piaga di Amfortas. Dopo un accenno alla profezia del Salvatore, Amfortas viene condotto sul lago per l'abluzione giornaliera, mentre la natura sorride al sole del mattino.
Scena 2° Il lungo monologo di Gurnemanz svela goccia a goccia tutto l'antefatto del dramma, raccontando a quattro giovani scudieri il mistero di Kundry, le sue improvvise assenze e le sciagure che si abbatterono sulla confraternita. Il racconto è dominato dai cromatismi dei temi di Klingsor e della Magia, intercalati da una suggestiva variazione del tema della Fede sulle parole "scesero a lui, in notte santa e solenne..." ("la notte di Natale" secondo la traduzione ritmica di Giovanni Pozza).
Scena 3° All'improvviso un cigno cade ucciso da una freccia. Il cacciatore, Parsifal, viene catturato dai cavalieri e rimproverato severamente da Gurnemanz, che decanta la tenerezza degli animali in un commovente brano poetico. Quindi interroga il ragazzo:
"Chi sei? Come ti chiami?"
Parsifal non risponde. Egli non conosce nulla del mondo e di se stesso, a parte il vago ricordo di sua madre Herzeleide. Colpito da tanta ingenuità, Gurnemanz pensa di metterlo alla prova: che sia lui il tanto atteso Salvatore?
Scena 4° L'ingresso alla sala del Graal è illustrato da una grande pagina sinfonica. Risuonano le campane mentre i cavalieri si dispongono lentamente intorno all'altare. Un coro di voci bianche scende dalla cupola:

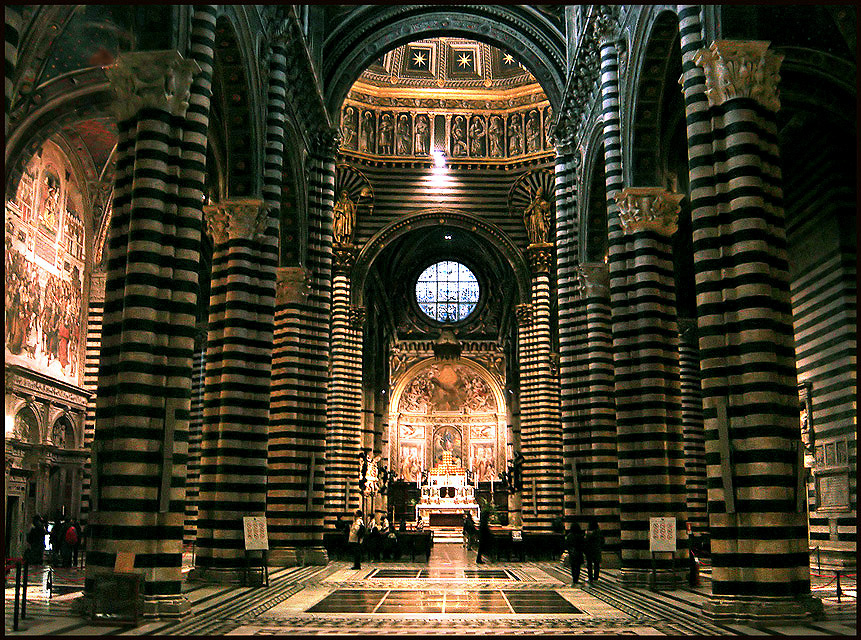
Wagner immaginò la sala del Graal nel Duomo di Siena.

"Vive la fede, si libra la colomba, nobile messaggera del Salvatore: gustate il vino che scorre per voi, prendete del pane della vita" (tema della Fede).
La voce di Titurel risuona dalla profondità di una cripta. Egli invoca la forza del Graal che lo tiene miracolosamente in vita e chiede a suo figlio di scoprire la coppa.
"No!" grida Amfortas sollevandosi contro i cavalieri, "non si scopra ancora!..."
Il suo terribile lamento sgorga dalla ferita sanguinante e contrasta vivamente con la mistica atmosfera della cerimonia.
"Le onde del mio sangue peccatore, in una folla fuga, da me devono ancora fluire, per riversarsi nel mondo con torbido orrore..."
Nell'orchestra aleggia continuamente il tema della Cena, arcano monito che dalla ferita di Amfortas si propaga a tutta l'umanità. Ed è ancora la Cena che risuona come all'inizio del preludio, mentre il Graal - taciuto Amfortas - brilla di abbagliante luce rossastra. I cavalieri celebrano l'eucaristia e si stringono la mano. Intanto, defilato in un angolo, Parsifal resta immobile come un semplice spettatore; Gurnemanz gli chiede:
"Lo sai cos'hai visto?"
Il ragazzo allarga le braccia con espressione confusa.
"Non sei che uno sciocco!"
Seccato, il vecchio sacerdote lo allontana richiudendo la porta, mentre dalla cupola scende nuovamente la voce della Profezia:
"Sapiente per pietà, il puro folle."

### Atto II
Scena 1° I temi di Klingsor e della Magia commentano il breve preludio orchestrale, mentre la scena rivela l'interno di un favoloso palazzo arabo: Klingsor, guardando nel suo specchio magico, osserva Parsifal venire verso il castello. Solo il nemico del Graal riconosce il puro folle che potrebbe redimere i cavalieri, e lo attira dunque nell'abbraccio mortale di Kundry. L'evocazione della donna ne rivela il passato reincarnato: non fu già l'Erodiade che rise in faccia al Battista? Così Klingsor la chiama e la obbliga ad adempiere al proprio castigo. Ma pur preda di terribili sofferenze, Kundry ride in faccia anche a lui, beffeggiando la castità che lo accomuna ai cavalieri del Graal.
"Orribile angoscia!" grida Klingsor, "m'irride il demonio perché un giorno volli essere santo? Tormento di brama indomabile, impulso dei più terribili istinti, che in me costrinsi al silenzio mortale, ora si ride e si beffa di me!..."
Egli ricorda brevemente il passato, il mancato raggiungimento della virtù, l'umiliante esclusione che dovette subire da parte dei cavalieri.
"Già un altro espiò il suo disprezzo: il superbo, forte della sua santità, io colpii nel tronco!..."
Così apprendiamo la storia vista dall'altra parte, con gli occhi dell'antagonista, pure lui sofferente di una ferita provocata dall'incapacità di reprimere il desiderio. Ma Klingsor gioisce della sua vendetta, gioisce dei lamenti di Kundry e osserva l'arrivo di Parsifal affacciandosi alla soleggiata terrazza.

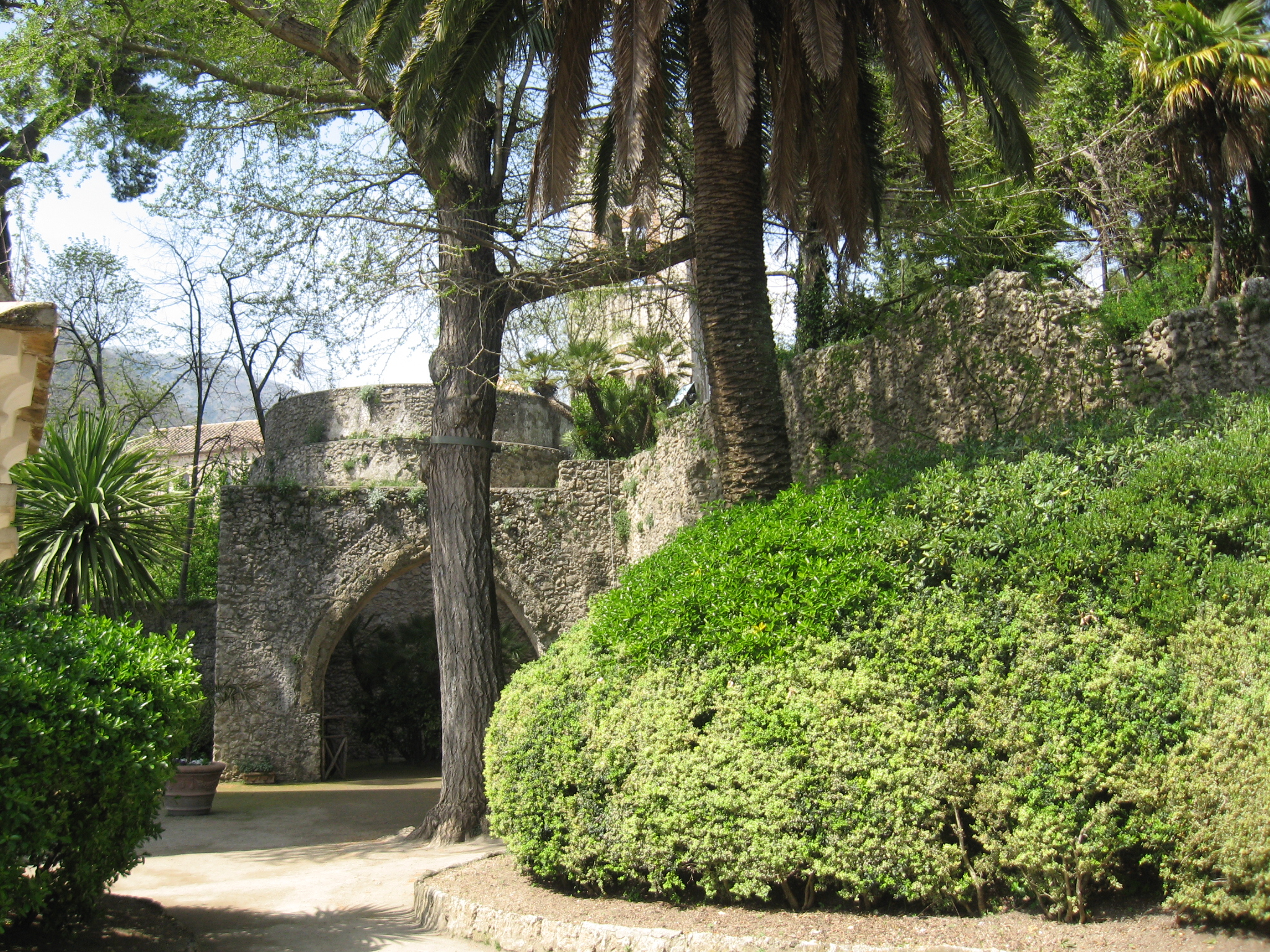
Il giardino incantato
(Villa Rufolo, Ravello).

Scena 2° Il giardino magico prende il posto del palazzo. Tra fiori e colori d'oriente spuntano gruppi di belle fanciulle, che si rincorrono allegramente giocando con Parsifal.
"Che dolci profumi... Siete voi fiori?"
"Siam del giardino gli spiriti aulenti... Cresciamo nel sole d'estate... Sii il nostro tenero amico..."
La musica, nella scena più leggera del dramma, assume le cadenze di un valzer lento, tanto caro al critico Eduard Hanslick - antiwagneriano - che proprio qui credette di individuare il momento più bello di Wagner. Ma quando Parsifal cerca timidamente di fuggire, si leva sensuale la voce di Kundry:
"Parsifal!"
"Parsifal? Così in sogno mi chiamò mia madre."

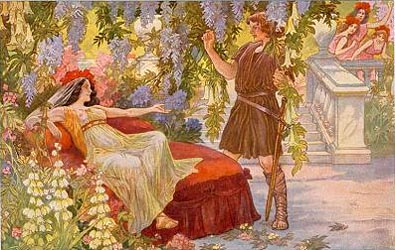
Parsifal nel giardino con Kundry.

Scena 3° La trappola che Kundry tende al ragazzo è chiara: privato dell'amore materno, egli ritroverà la gioia perduta nell'amore erotico: premonizione freudiana di straordinaria modernità. Sparite le fanciulle, la bellissima donna muove la seduzione su parole indugianti, quasi sussurrate, in una musica straordinariamente avvolgente. Gli parla della madre che lo accarezzava, gli parla della madre che lo cercava quando era lontano, che moriva nell'attesa del suo ritorno. Ascoltandola, Parsifal viene preso da un turbamento profondo, cedendo sempre più nello sconforto:
"La Madre, la madre potei scordare... Tuo figlio dunque t'uccise?... Che altro ancora scordai? Sol cupa follia resta in me."
"Ceda la follia all'amore, quale ultimo saluto di materna benedizione."
Kundry gli cinge le braccia al collo, mentre le sottili spire del tema della Magia si insinuano tra i corpi ora abbracciati. Un lungo bacio.
"Amfortas!!" grida Parsifal all'improvviso. "La piaga!!"
Tutto è compiuto. Un'ondata di "cosmica chiaroveggenza" inonda lo spirito di Parsifal, suprema rivelazione percepita al tocco del bacio di Kundry. Ora Parsifal sente di comprendere "l'inspiegabile", sulle note del tema della Cena e dell'Agonia di Cristo, come simboli di un misterioso ricordo. Kundry lo guarda con stupita ammirazione, presa dal sincero desiderio di essere redenta e cercando quindi di attirarlo a sé:
"Se nel cuore senti gli altrui dolori, senti ora anche i miei! Se sei il Redentore, cosa ti vieta di unirti a me per la mia salvezza?... Lo vidi, vidi Lui, Lui, e risi! Ora lo cerco di mondo in mondo, per incontrarlo ancora, e posso solo gridare, urlare, nell'ombra cieca della mia follia... Lasciami piangere sul tuo petto, lasciami unirmi a te affinché in te io sia purificata!... "
Ma Parsifal la respinge con dolce violenza, ben sapendo che se acconsentisse il suo desiderio cederebbe sempre alla sua seduzione. La strada della Salvezza deve essere compiuta in un altro modo. Kundry inveisce allora contro di lui, piena di violenta passione, chiamando aiuto affinché Parsifal non possa ritrovare la strada del suo Graal.
"Fermo!" grida Klingsor apparso improvvisamente, "t'inchiodo con la giusta arma! Arresti il folle la lancia del suo padrone!"
Il momento culminante del dramma è risolto con un'estrema riduzione di mezzi: un tremolio di archi, il tema del Graal, un glissando d'arpa. Klingsor scaglia contro Parsifal la Sacra Lancia, che resta miracolosamente sospesa sul capo di lui. Parsifal la afferra e traccia in aria il segno della croce. Subito il giardino si trasforma in deserto e il potere di Klingsor si dissolve nel nulla. Prima di allontanarsi, Parsifal si volge verso Kundry:
"Tu sai dove mi puoi trovare ancora!"

### Atto III
Scena I L'apertura del terzo atto è simboleggiata dall'idea del deserto. Il deserto che ha preso il posto del giardino magico, il deserto e la solitudine interiore dei cavalieri del Graal, il deserto in cui Parsifal si è perso nella via del ritorno. Quest'immagine è descritta in un lento preludio strumentale, che costituisce una della pagine più drammatiche conosciute (citazione da Manuale wagneriano, di Gualtiero Petrucci).
Aperta campagna nei pressi di Monsalvato, all'alba del Venerdì santo. Gurnemanz si prende cura della povera Kundry, che giace intirizzita sotto un cespuglio di spine; umile penitente, le sue uniche parole sono "dienen, dienen" (servire), da qui fino alla fine. Ma è proprio lei, poco dopo, a notare un cavaliere misterioso profilarsi nel fondo.
"Lo riconosci?" sussurra Gurnemanz a Kundry. "È colui che un giorno uccise il cigno."
Il tema della Cena riappare presentando Parsifal, mentre la Fede inonda il cuore del vecchio sacerdote riconoscendo la Sacra Lancia perduta. Dopo un accenno al Deserto, ha luogo il lungo rituale evangelico: Gurnemanz asperge il capo di Parsifal versando il contenuto di una fiala, mentre Kundry gli lava i piedi asciugandoli con i suoi capelli.
"I fiori del prato l'uomo risparmia con lieve passo. Ciò che fiorisce e che muore, oggi conquista il suo giorno d'innocenza."
"Già vidi appassire coloro che mi sorrisero", dice Parsifal alludendo alle fanciulle-fiori. "Oggi anelano forse a redenzione? Anche la tua lacrima si fa rugiada di benedizione. Tu piangi... Vedi? Ride il prato!"
Parsifal si china su Kundry e la bacia sulla fronte. La natura brilla ai raggi del Sole. Risuona l'Incantesimo del Venerdì santo.

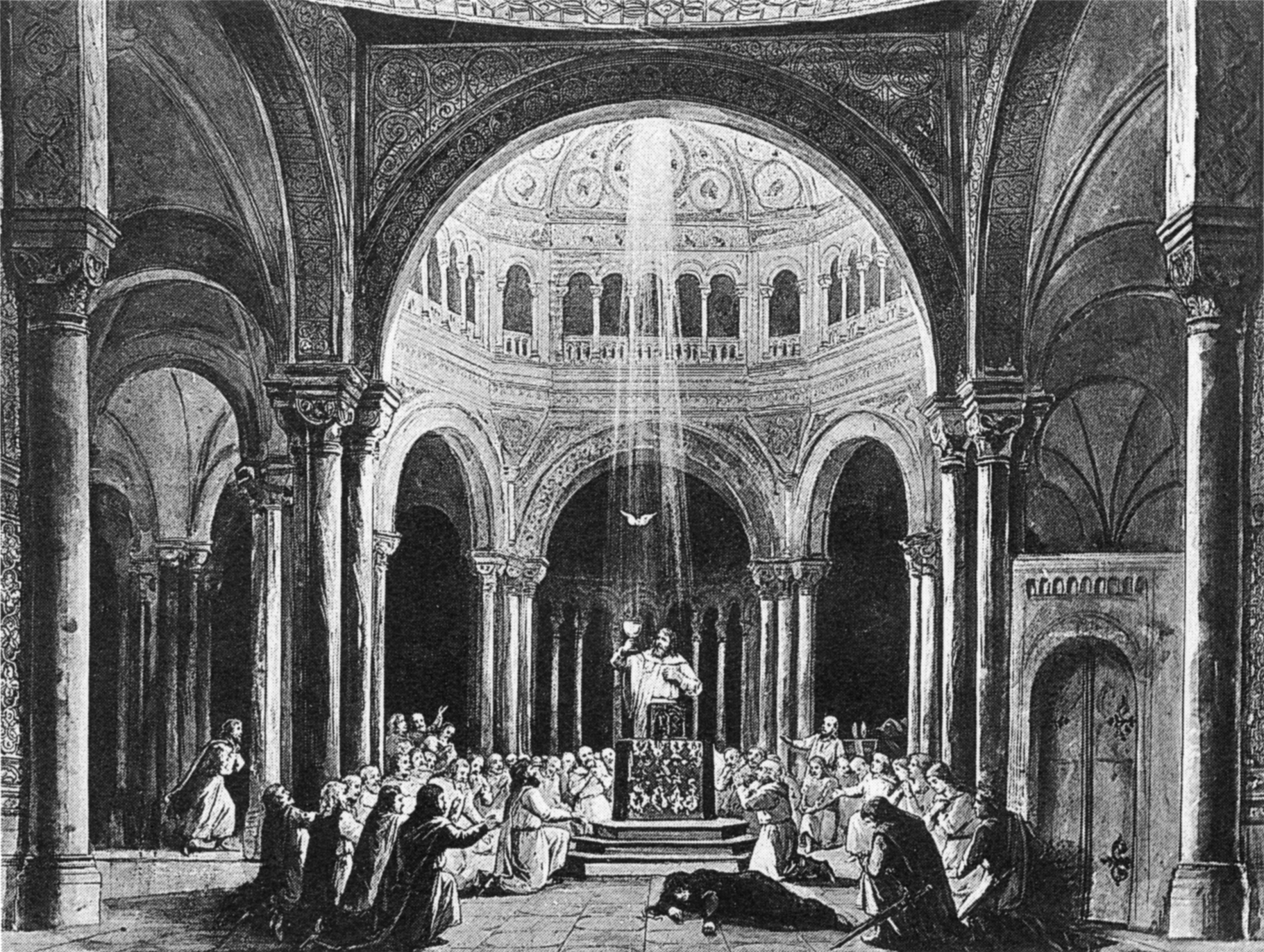
Il finale del terzo atto a Bayreuth nel 1882
Scena di Paul von Joukowsky

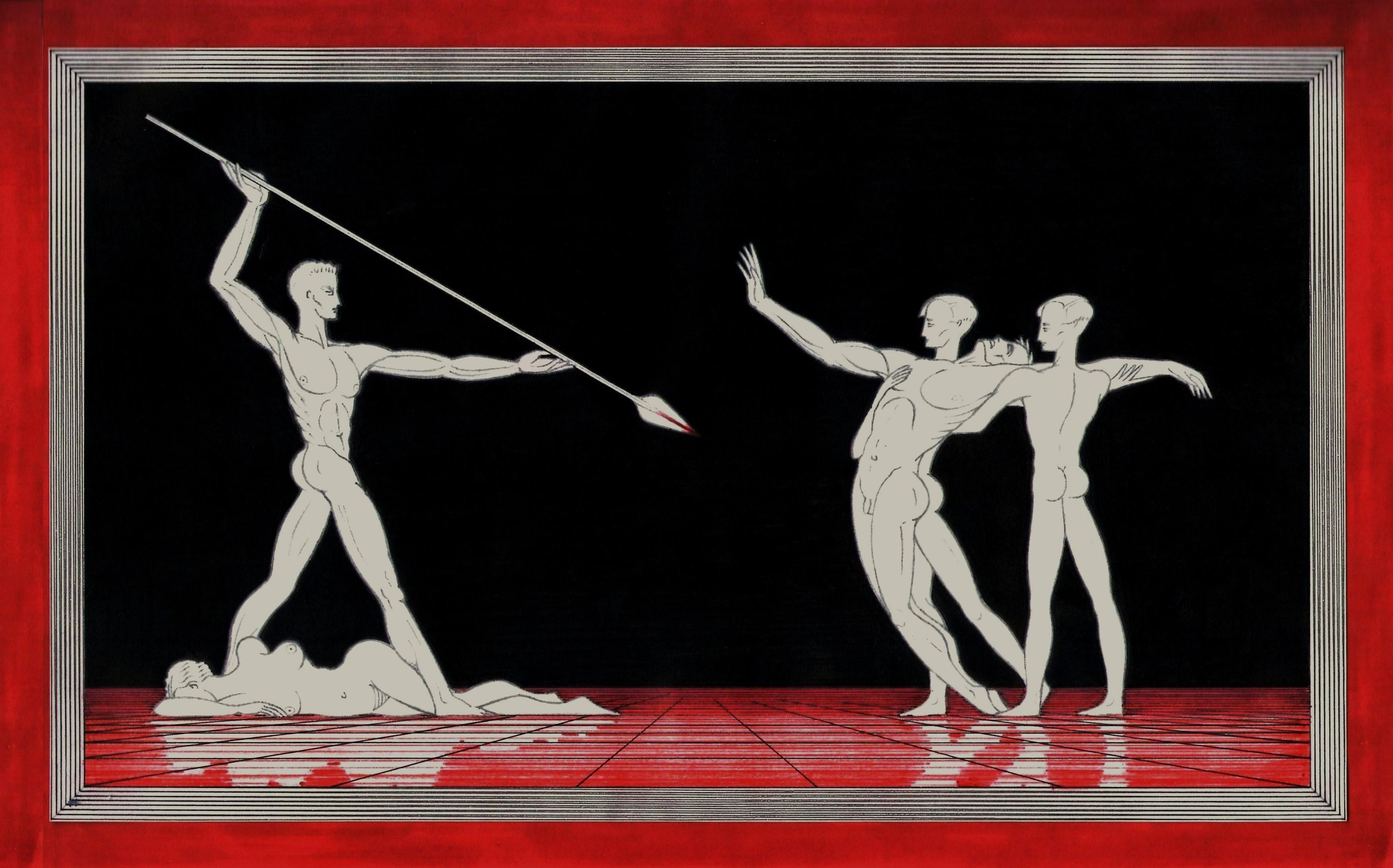
Atto III, Nur eine Waffe taugt
(disegno di Arnaldo Dell'Ira, circa 1930)

Scena II È ora di raggiungere il monastero. Cambiamento di scena come nel primo atto: la musica si fa solenne e tragica, pesantissima al ritmo di una marcia funebre che contrasta con la dolcezza della scena precedente. Il corteo dei cavalieri procede con passo lento, tra le buie arcate della sala, portando nel feretro il cadavere di Titurel.
"Chi ha colpito colui che protesse lo stesso Dio?"
"Lo ha colpito il peso dell'età, che più non contemplava il Graal."
"Chi gli vietò di contemplare la grazia del Graal?"
"Lo vietò il colpevole custode, che là scortate!"
Il corteo si sdoppia tra coloro che recano Titurel e coloro che recano Amfortas, in un coro dall'empito spettrale e sempre più ossessivo. Alla fine, la bara di Titurel viene scoperchiata. Amfortas si solleva lentamente e fissa il cadavere del padre:
"Padre mio, tu che ora contempli il Salvatore, la tua benedizione riconforti i fratelli e a me conceda la morte. Morte, unica grazia..."
I violini ripropongono il tema della Fede mentre Amfortas si lascia cadere tra vuote pause di dolore. Ma i cavalieri si levano minacciosi:
"Scopri il Graal! Tuo padre lo impone! Lo devi! Lo devi!"
"No!" grida Amfortas scagliandosi contro di loro. "Ah! Sento la morte farsi tenebra e dovrei ancora tornare alla vita?! Pazzi!..."
Egli si strappa le vesti e indica la piaga che gli strazia le carni, mentre il tema di Klingsor turbina tra le sue frasi scomposte.
"Ecco la ferita, immergete le vostre armi e uccidete il peccatore!... Brillare da solo il Graal si vedrà!"
Allora Parsifal allunga la Sacra Lancia verso di lui e, non appena la punta tocca la ferita, il viso di Amfortas si inonda di luce.
"Sia benedetta la tua sofferenza, che donò la forza della pietà e il potere della conoscenza..."
Questo canto supremo è accompagnato dal tema della Profezia, ora esaudita, che sembra avvolgere l'intero universo. Tutto il finale è impregnato di altissima sacralità, con i motivi le cui note sembrano fluire da una dimensione sovrumana. La melodia della Fede riappare più volte mentre Parsifal sale sull'altare quale nuovo Re del Graal. Kundry ritrova il Nirvana e cade trasfigurata ai piedi del Salvatore. Una bianca colomba scende dalla cupola.
"Redenzione al Redentore." 

## Analisi dell'opera

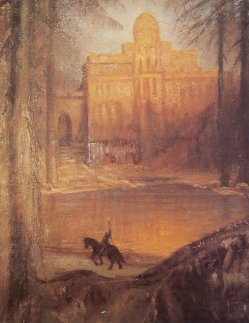
Parsifal. Dipinto di Hermann Hendrich.

Considerato uno dei massimi capolavori di Wagner, anche Parsifal fu accolto con grande riserbo all'epoca delle prime rappresentazioni assolute. Nietzsche rinnegò Wagner accusandolo di essersi miseramente "accasciato ai piedi della croce", mentre Marinetti considerò Parsifal il simbolo della decadenza della cultura occidentale. In effetti, questo dramma mistico (che Wagner stesso chiamava "sacro per eccellenza" e che costituisce il vertice della concezione "liturgica" del dramma musicale così come Wagner lo intendeva) è carico di esplicite allusioni religiose che ben poco si conciliavano con un'epoca positivista, centrata sullo sviluppo della tecnologia.
Secondo Andrea Bedetti "nemmeno Nietzsche si accorse che le allusioni religiose del Parsifal non sono riconducibili alla dimensione cristiana in senso stretto (di cui conserva solo le forme) ma alla dimensione più misteriosa e indefinita del “sacro”". Ciò che ha luogo sulla scena del teatro - secondo la definizione dello stesso Wagner - è infatti “un'azione scenica sacra”. A ciò corrisponderebbe una velata impronta di influenza buddhista, la filosofia orientale che Arthur Schopenhauer contribuì a diffondere in Europa e che Wagner pensò di celebrare in un dramma apertamente indiano - I Vincitori - che poi però non arrivò a scrivere. Le venature buddhiste del Parsifal si riscontrerebbero nell'amore per la natura (il cigno e il prato fiorito del Venerdì santo) e nelle doppie vite di Kundry (Erodiade, Maria Maddalena). Sarebbe dunque Parsifal, non Tristano, a riflettere più da vicino il pensiero di Schopenhauer.
Parsifal è un eroe passivo, ingenuamente assorbito in un'azione che lo porta verso la conoscenza e la tacita rinuncia; non a caso i ruoli più estesi dell'opera spettano al narratore Gurnemanz e - nella scena della seduzione - a Kundry.
Comunque, al di là di ogni significato filosofico, Wagner resta essenzialmente un artista. In questo senso, la sua ultima creazione è prima di tutto un capolavoro assoluto della storia dell'arte. Spesso ci si dimentica, infatti, che il Parsifal non è un oratorio ma un'opera d'arte scritta nell'Ottocento. Il suo significato allegorico è chiaramente esposto nel saggio Religione ed arte (1880), dove Wagner dice:
Questo lo pone ancora una volta in netta antitesi con Nietzsche. Per Wagner la religione si fa arte e l'arte si fa dramma. Il dramma è costruito intorno al martirio di Amfortas, sofferente di una ferita che lo accomuna a Tristano. In questa piaga pulsa tutto il male del mondo, assimilabile - rispondendo a Nietzsche - alla ferita inferta alla civiltà da parte di una scienza eccessivamente evoluta che appanna la dimensione umana. Ma si può anche immaginarvi la razza pura minacciata dalla corruzione, laddove Hitler considerava il Parsifal come uno dei simboli del Nazionalsocialismo. Tuttavia, "amore-fede-speranza" sono gli elementi cardine che il musicista fornì a re Ludovico II in occasione di un'esecuzione privata del preludio.
L'influenza che Parsifal ebbe sullo sviluppo della cultura occidentale è rilevante. Secondo il critico Rubens Tedeschi “si tratta di un'affascinante ambiguità: è lo sfaldarsi dell'orchestra nel barbaglio luminoso che affascinerà di lì a poco Debussy e gli impressionisti.” La stessa moglie di Wagner, Cosima Liszt, descrisse lo stile del Parsifal come “strati di nuvole che si formano e si sciolgono nuovamente.” Sarà la vaghezza del Simbolismo, il falso ascetismo dannunziano, perfino lo stile floreale dell'Art Nouveau, ricalcato in parte sulle suggestioni scenografiche del giardino di Klingsor.
Ma l'influenza più importante appartiene alla memorabile anticipazione della psicoanalisi freudiana, quando Kundry insinua in Parsifal l'amore erotico quale compensazione del mancato amore materno: una trappola su cui si basa la scena fondamentale della seduzione.

Theodor Adorno, nel breve saggio Sulla partitura del Parsifal, scrive inoltre che “l'essenza statica prodotta dall'idea di un rituale stabile nel primo e nel terzo atto significa la rinuncia ad una dinamica funzionale. I temi musicali (Leitmotiv) sono consumati dall'interno del loro valore allegorico, sono smagriti asceticamente, desensualizzati. Essi hanno tutti qualcosa di fragile, di improprio. La musica porta una visiera nera. L'ultimo Wagner ricava la qualità di uno stile della vecchiezza che secondo l'espressione di Goethe ‘rinuncia all'apparenza'. L'arte degli impasti strumentali viene estesa anche agli ottoni e ciò attenua la luminosa acutezza del suono, che diviene insieme più pieno e più scuro: tale suono orchestrale ha avuto la massima importanza per la Neue Musik.”
Come dice Carl Dahlhaus l'intreccio della storia è costruito in una forma di perfetta reciprocità: il primo atto corrisponde al terzo e il secondo costituisce un elemento di contrasto. A prima vista, l'eccessiva staticità dei personaggi può apparire perfino "noiosa", ma il suo fascino è dato dall'inerzia stessa della scena, dal passo lento con cui procede, sorta di cerimoniale del pensiero magnificamente reso nell'incisione discografica di Hans Knappertsbusch del 1951. Il linguaggio musicale tocca vertici di complessità armonica recuperando nel contempo procedimenti arcaici, di tipo modale. Il cromatismo - così tipico dello stile wagneriano - è ora confinato esclusivamente nel mondo malvagio di Klingsor. Infatti, come spesso succede in Wagner (Klingsor, Venere, la coppia Telramund-Ortrud), i "buoni" guardano al passato e i "cattivi" al futuro. Rubens Tedeschi osserva come i cavalieri del Graal si ammantino di modi arcaicizzanti mentre i campioni del male si trovano in una posizione più aperta e suggestiva.
Per quanto riguarda la scenografia Wagner si ispirò all'ambiente e ai monumenti italiani, visitati durante i viaggi effettuati in tarda età per ragioni di salute. L'interno del monastero del Graal è il Duomo di Siena, mentre il giardino incantato di Klingsor è il parco di Villa Rufolo, a Ravello, calde rovine arabo-normanne immerse in una fioritura di verde e di colori. Era la prima volta che il musicista tedesco si spingeva nel "profondo sud", ed è noto il suo stupore per la luce del cielo e del mare, un'atmosfera che i suoi occhi non avevano mai immaginato. Il Parsifal fu terminato a Palermo nel 1882, appena un anno prima dalla morte del compositore, che avvenne a Venezia a Palazzo Vendramin Calergi nel 1883. Per trent'anni fu vincolato al Festival di Bayreuth ed è tradizione - specie nelle trasmissioni radiofoniche di qualche anno fa - eseguirlo durante i giorni della Settimana Santa.

## Organico orchestrale
La partitura prevede l'utilizzo di:

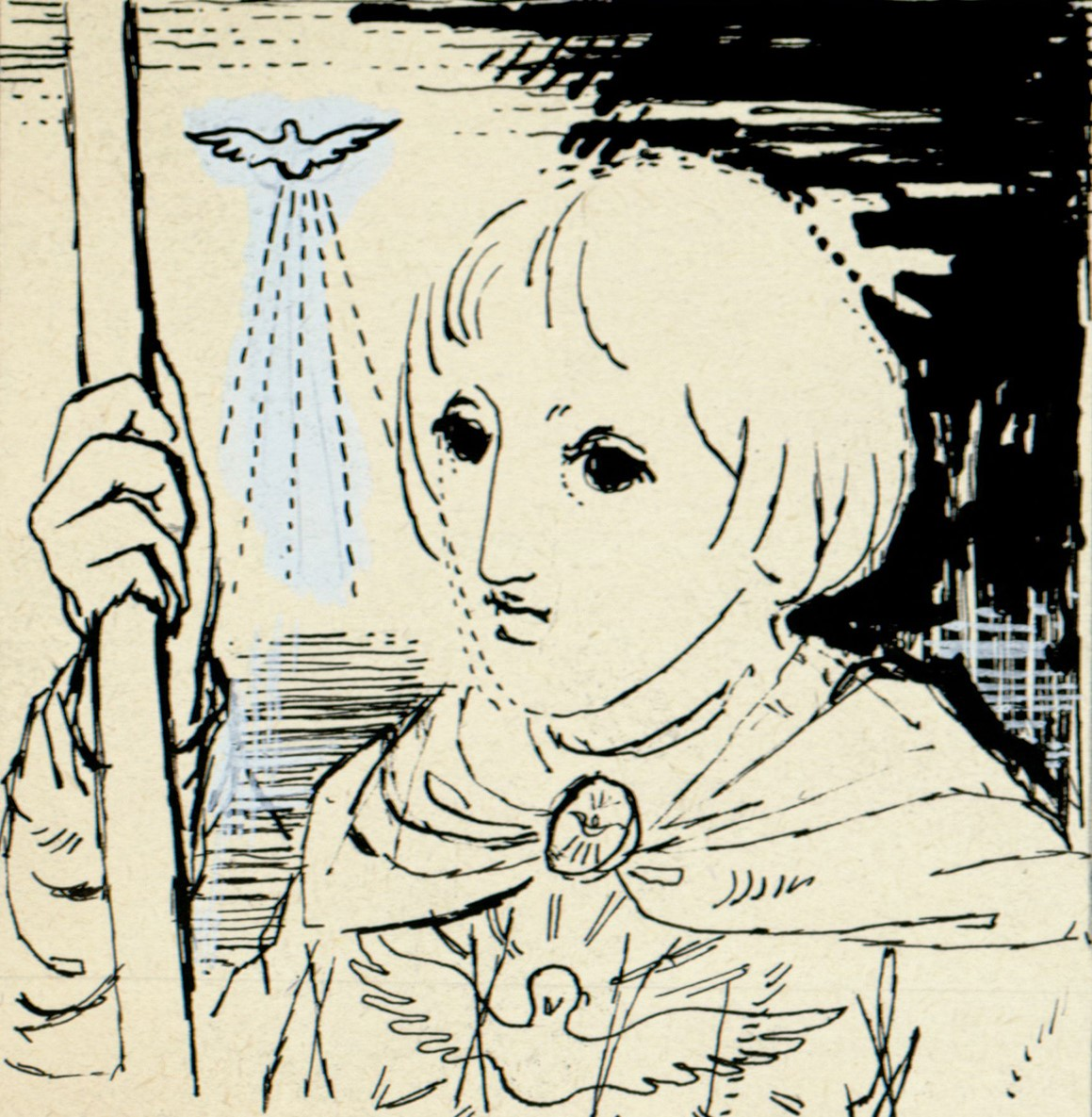
Disegno per copertina di libretto, disegno per Parsifal (s.d.).

- 3 flauti (III anche ottavino), 3 oboi, 1 corno inglese, 3 clarinetti, 1 clarinetto basso, 3 fagotti, 1 controfagotto
- 4 corni, 3 trombe, 3 tromboni, 1 basso tuba
- 2 arpe
- 4 timpani
- archi

Da suonare internamente:
- 6 trombe, 6 tromboni, campane, tamburo rullante (molto grave), macchina del tuono